# Пам'ятник щасливому сажотрусу
Пам'ятник Щасливому Сажотрусу — пам'ятник сажотрусу Берталону Товту, встановлений у Мукачеві 12 червня 2010 року на центральній площі міста. Скульптуру створено та вилито з бронзи місцевим митцем Іваном Бровді. Інша назва пам'ятника — «Берталон-бачі — щасливий коминар».

## Історія
Ініціатором встановлення скульптури та меценатом проєкту виступив Почесний громадянин міста Мукачева Віктор Балога, на замовлення якого скульптор Іван Бровді й зайнявся розробкою пам'ятника. 
|  | Це була ідея Балоги — він подзвонив якось о 7-й ранку і каже: “Діду, ти де? Їдь у Мукачево, треба зробити коминаря!” А я тоді аж по лобі себе стукнув: як це мені раніше в голову не прийшло? У мене над ліжком у дитинстві висів килимок із вишитим коминарем, ще й із надписом угорською — там ішлося про те, що я, мовляв, чорний чоловік, роблю чорну роботу, аби вам добре спалося в теплих домівках. Але я собі одразу подумав, що робитиму не просто коминаря. Згадав Берталона — це такий типаж, якого раз у житті стрінеш — не забудеш! Я з ним знайомий давно, його ЖРЕР був колись коло моєї майстерні. Я його знайшов у місті, пофотографував — зверху, знизу, в профіль, в анфас; нащо, звісно, не сказав йому, — і пішов працювати. А коли вже було відкриття пам'ятника, турбувався, аби Берталон свідомість не втратив. То звісно, був сюрприз ще той! Берті-бачі дуже хвилювався. |

Прототипом бронзової фігури став реальний сажотрус Берталон Товт, що працював у мукачівському ЖРЕПі № 3 протягом більш ніж 50 років. Цікаво, що пам'ятник було встановлено за життя Берталона Товта, який був присутнім на відкритті.
Берталоно Берталонович Товт, за походженням мадяр, народився 27 липня 1949 року у селі Косино, Мукачівського району Закарпатської області. Спочатку працював на берегівському РЕМ-заводі слюсарем. Після подружжя переїхав у місто Мукачево. У селі роботи не було і тесть покликав його в місто. Тесть й брат дружини були сажотрусами. В місті Мукачево став працювати сажотрусом.
Майстер згадує що під час його молодості сажотруси обходили кожен квартал і чистили усі будинки.
|  | Після чищення я виходив як негр", - сміється Берті Бачі. - А сміття вивозили по 10-15 тачок. Дружина звикла що вдома я по декілька годин у ванні мився. Тепер ми працюємо лише за замовленнями, але й іноді доводиться чистити димарі в цілому будинку. |

 Дядя Берті (угорською Берті Бачі), так називають його місцеві жителі. Вдома та з друзями спілкується лише угорською мовою. Берталон Товт не лише "Щасливий Сажотрус", а ще й щасливий батько двох дітей і дідусь трьох онуків. Протягом 40 років мав 7 учнів. Зараз залишився працювати лише один з-за тяжких й складних умов праці.
Відповідно рішенню від 23.07.2020 р., прийнятого на сесії Мукачівської міської ради, Берталону Берталоновичу Товту було надано звання «Почесного громадянина Мукачева».
Скульптуру було встановлено 12 червня 2010 року прямо на бруківці біля фонтану, навпроти мукачівського Будинку культури. 
|  | Спадає на бруківку біле полотнище і перед захопленим глядачем постає вилитий у бронзі майже двохметрового зросту Коминар, прообразом, якого став відомий усьому Мукачеву сажотрус Берталон Берталонович Товт, або як з любов’ю називає його не одне покоління мукачівців - Берті-бачі. Він, герой мистецького витвору, схвильований, хоча присутність запрошених на свято побратимів по професії, здається трохи заспокоює і додає йому впевненості. |

Пам'ятник являє собою постать сажотруса зі спеціальними мотузками через плече, що дивиться в небо з мрією про краще майбутнє. Мукачева і країни в цілому. Місцеві жителі зазначають, що не вистачає йому лише велосипеда, на якому всі звикли бачити Берталона Товта. Велосипедові коминаря майже 30 років, він дуже його любить, про новий навіть ніколи не думав. Натомість у скульптурній композиції присутній кіт, що супроводжує сажотруса.
Про встановлення скульптури у центрі міста Берталон Товт знав заздалегідь. З цього привиду мав бесіду з міським головою Золтаном Ленд’єлом. Ніколи не був проти, й не заперечує сьогодні. Каже, що "Щасливий Сажотрус" йому "не заважає". На церемонії відкриття, окрім самого Товта та автора скульптури, були присутні Віктор Балога та мер Мукачево Золтан Ленд'єл. За словами останнього, пам'ятник може претендувати на те, аби стати новим символом міста, а якщо пощастить, то й зрівнятися у популярності з Русалонькою з Копенгагена чи Пісяючим хлопчиком з Брюсселю. Продовжив урочисту частину театралізований виступ, під час якого було висвітлено факт першої появи коминаря у Мукачево.
Кожен охочий може потерти ґудзик на одязі сажотруса, що за повір'ям неодмінно має принести успіх та посприяти у здійсненні бажань. Не оминають увагою й кота — його теж полюбляють на вдачу погладити по спинці, особливо діти. Інколи невідомі шанувальники навіть дарують коминяреві квіти, а дитяча письменниця Галина Малик присвятила йому вірш, який було зачитано під час суспільного миття пам'ятника у жовтні 2010 року. У рамках всеукраїнського проєкту «Поділіться любов'ю до України» пам'ятник сажотрусу було внесено до десятки найоригінальніших скульптур країни.

## Парад сажотрусів
З 2016 р. у Мукачеві щорічно проводиться Парад сажотрусів. Дата проведення незмінна рік у рік – це 27 липня – день народження Берталона Товта. На святкування приїжджають його колеги зі Львова, Угорщини, Естонії та інших міст. У 2022 році Берталон Товт святкуватиме своє 73-річчя.
Інші пам'ятки Мукачево докладніше: Пам'ятники Мукачева